# Französischer Lavendel

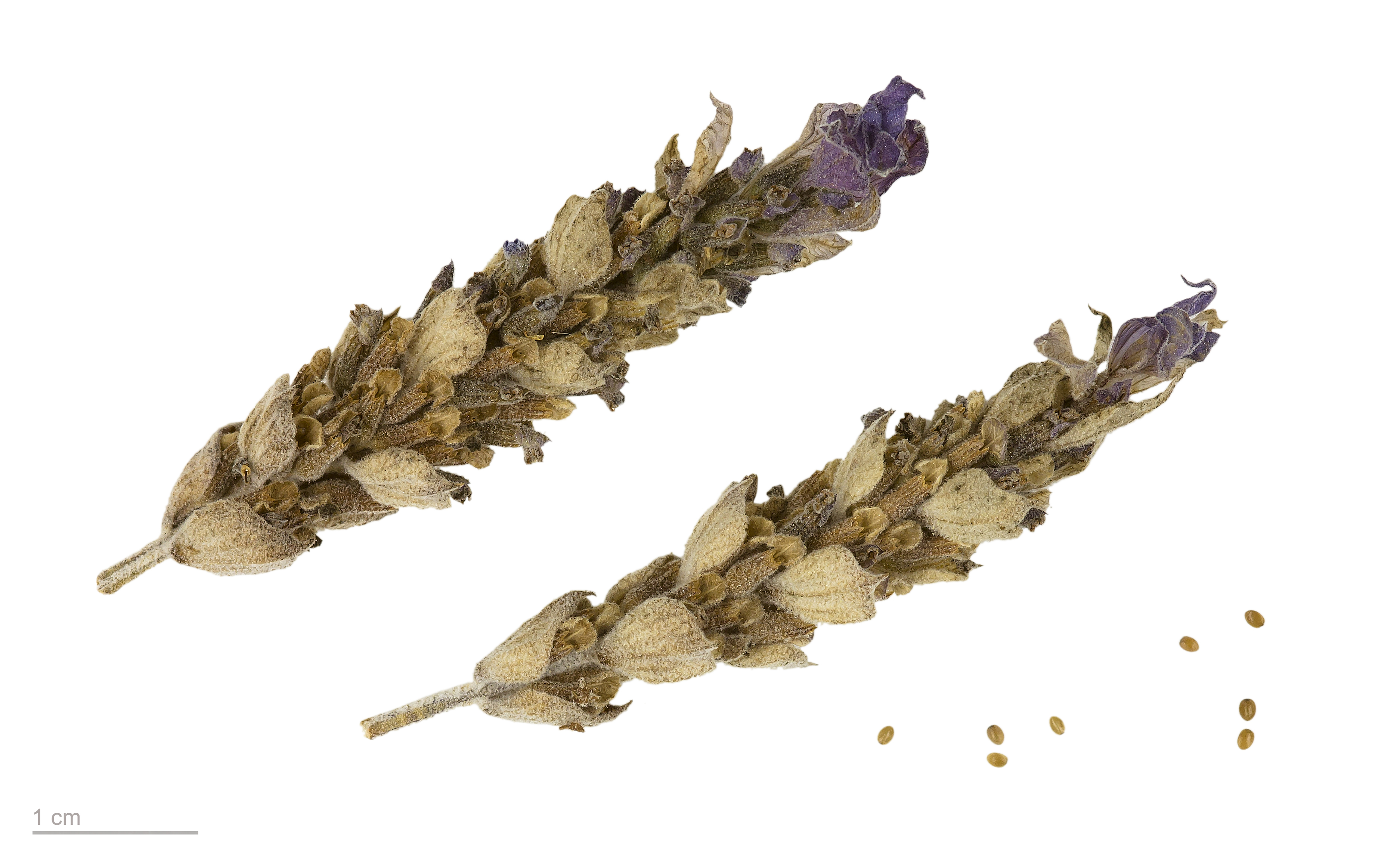
Lavandula dentata

Der Französische Lavendel (Lavandula dentata), auch Grüner Zahn-Lavendel oder Gezähnter Lavendel genannt, ist eine Pflanzenart aus der Familie der Lippenblütler (Lamiaceae).

## Merkmale
Der Französische Lavendel ist ein immergrüner Strauch, der Wuchshöhen von 20 bis 100 Zentimetern erreichen kann. Junge Zweige sind vierkantig. Die gegenständig angeordneten Laubblätter sind länglich-linealisch oder lanzettlich, gekerbt bis gezähnt oder kammförmig-fiederspaltig, 35 bis 40 mm lang, 3 bis 8 mm breit.
Der zusammengesetzte Blütenstand ist meist violett, selten rosa oder weiß. Die zwittrige, zygomorphe Blüte ist fünfzählig. Die 6 bis 7 mm langen Kelchblätter sind verwachsen. Die fünf Kronblätter sind zu einer zweilippigen Krone verwachsen. Es sind zwei ungleiche Paare von Staubblättern vorhanden, die untereinander frei sind aber mit den Kronblättern verwachsen sind. Der oberständige Fruchtknoten ist vierkammerig. Es ist ein einfacher Griffel vorhanden.
Die Blütezeit reicht von Juni bis Juli. Es werden Klausenfrüchte gebildet, die eine Länge von 1 bis 1,5 mm aufweisen.
Die Chromosomenzahl beträgt 2n = 42 oder 44.

## Vorkommen
Das Verbreitungsgebiet des Französischen Lavendels erstreckt sich über das westliche Mittelmeergebiet, das nordöstliche tropische Afrika, Palästina und die Arabische Halbinsel. Hier kommt diese Pflanzenart in trockenen Gebüschen auf Kalk in Höhenlagen von 0 bis 400 Metern vor.

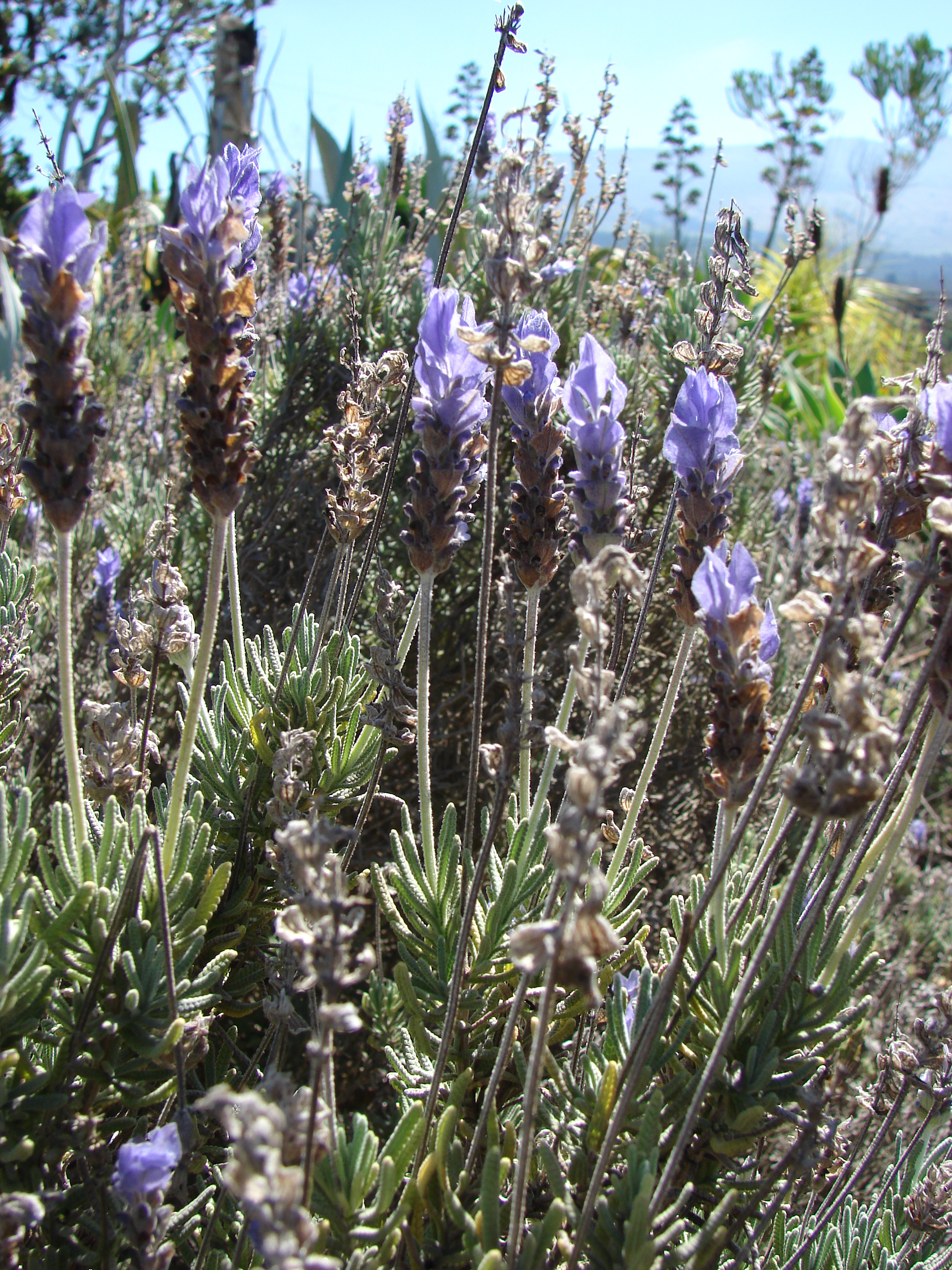
Französischer Lavendel (Lavandula dentata)

## Systematik
Man kann zwei Varietäten unterscheiden:
- Lavandula dentata var. candicans Batt.: Sie kommt in Marokko, Algerien, Äthiopien, Saudi-Arabien und im Jemen vor.[2]
- Lavandula dentata var. dentata: Sie kommt in Marokko, Algerien, Spanien, auf den Balearen, in Äthiopien, Eritrea, in Saudi-Arabien, im Jemen und in Palästina vor.[2]

## Nutzung
Der Französische Lavendel wird selten als Zierpflanze in Kübeln sowie als Duftpflanze genutzt.

## Belege
- Beschreibung in der Western Australian Flora. (engl.)